# Paweł Krawczewicz
Paweł Krawczewicz (* 20. August 1907 in Bochum; † 11. März 1945 im KZ Buchenwald) war ein deutsch-polnischer Pallottinerbruder und Opfer des Nationalsozialismus.

## Leben
Paul Krawczewicz (fälschlich auch: Krawcewicz) wurde als Sohn katholischer Ruhrpolen in Bochum geboren und in der Kirche St. Franziskus in Riemke getauft. 1926 trat er in das Haus Suchary der polnischen Pallottiner in Gmina Nakło nad Notecią ein, stieg in Warschau zum Direktor der katholischen Buchhandlung auf und wurde im Oktober 1939 von den Deutschen als Intellektueller im Gefängnis Pawiak in Geiselhaft genommen. Nach seiner Entlassung arbeitete er an der Klosterpforte.
1942 meldete er sich freiwillig zur Seelsorge polnischer Arbeiter, zuerst in Warschau, dann in Westdeutschland. Im April 1944 wurde er im Raum Stuttgart mit anderen Polen von der Gestapo verhaftet und zwecks Aussage über geplante Verschwörungen schwer misshandelt, dann in das Gestapo-Gefängnis Brauweiler verlegt. Anfang Oktober wurde er ins KZ Buchenwald (Häftlingsnummer 103.716) transportiert und in das Außenlager Ohrdruf eingewiesen. Dort führten die Haftbedingungen zu einer Lungentuberkulose, an der er am 11. März 1945 im Alter von 37 Jahren starb. Sein Leichnam wurde verbrannt. Sein Seligsprechungsprozess ist eingeleitet.

## Gedenken
Die deutsche katholische Kirche hat Paweł Krawczewicz als Blutzeugen aus der Zeit des Nationalsozialismus in das deutsche Martyrologium des 20. Jahrhunderts aufgenommen.